# Cantó de Fanjaus

Cantó de Fanjaus

El cantó de Fanjaus és un cantó francès el departament de l'Aude, a la regió d'Occitània. S'inclou al districte de Carcassona, té 16 municipis i el cap cantonal és Fanjaus.

## Municipis
- Bram
- La Cassanha
- Casalrenos
- Fanjaus
- Fonters
- La Fòrça
- Gajan de la Selva
- Genervila
- Laurac
- Orsans
- Planvialar
- Riboissa
- Sant Gauderic
- Sant Julian
- Le Vilar
- La Mòta